# サミュエル・エプスタイン
サミュエル・エプスタイン（英語: Samuel Epstein, 1919年12月9日 - 2001年9月17日）は、カナダやアメリカ合衆国で研究した地球化学者である。地質サンプルの安定同位体元素の比率から地質時代の温度を推定する方法などを開発した。

## 生涯
当時ポーランドの占領下であったベラルーシのコブルィン に生まれた。幼い時に、家族とカナダのマニトバ州のウィニペグに移民となった。マニトバ大学で学んだ後、1944年にマギル大学でカール・A・ウィンクラーの指導をうけて博士号を得た。RDX や HMX などの高性能爆薬の合成や反応について研究した後、数年間カナダ原子力開発プロジェクト (Canadian Atomic Energy Project) に参加した。
1947年、アメリカ合衆国、シカゴ大学のハロルド・ユーリーのグループに研究員として加わった。Ralph Buchsbaum、Heinz A. Lowenstam、C. R. McKinney らと、古代に堆積した地質中の炭酸カルシウムのサンプルから酸素18と酸素16の比率を調べることによって古代の海水の温度を推定する方法を開発した。この方法は氷床のサンプルが得られない場所や時代の気候の推定に広く用いられている。
1952年カリフォルニア工科大学に移り、安定同位体元素を用いた地球化学の分野の研究を続けた。質量分析の方法を使って、考古学、生化学、気候学、地質学の分野で水素、炭素、酸素、ケイ素の同位体の比率の変動の研究を行った。
1977年に全米科学アカデミーの会員に選ばれ、1997年にカナダ王立協会の会員に選ばれた。

## 受賞歴
- 1978年: ヴィクトール・モーリッツ・ゴルトシュミット賞（国際地球化学会）
- 1978年: アーサー・L・デイ・メダル（アメリカ地質学会）
- 1993年: ウォラストン・メダル（ロンドン地質学会）